# Nordrhodesia ved sommer-OL 1964
Nordrhodesia under Sommer-OL 1964. Tolv sportsudøvere fra Nordrhodesia (nuværende Zambia) deltog i fem sportsgrene under Sommer-OL 1964 i Tokyo. Det var første gang som Nordrhodesia deltog i et OL, de vandt ikke nogen medaljer.

## Medaljeoversigt
| 1964 Tokyo   | Guld | Sølv | Bronze | Total |
| Nordrhodesia | 0    | 0    | 0      | 0     |